# Hästviken
Hästviken är en sjö i Nordmalings kommun i Ångermanland och ingår i Öreälven-Leduåns kustområde. Sjön har en area på 0,103 kvadratkilometer och ligger 0,1 meter över havet.

## Delavrinningsområde
Hästviken ingår i det delavrinningsområde (704588-169461) som SMHI kallar för Rinner mot S n Kvarkens kustvatten. Medelhöjden är 8 meter över havet och ytan är 14 kvadratkilometer. Det finns inga avrinningsområden uppströms utan avrinningsområdet är högsta punkten. Avrinningsområdets utflöde mynnar i havet, utan att ha någon enskild mynningsplats. Avrinningsområdet består mestadels av skog (87 procent). Avrinningsområdet har 0,57 kvadratkilometer vattenytor vilket ger det en sjöprocent på 4,1 procent.